# Чекалюк, Эммануил Богданович
Эммануил Богданович Чекалюк (6 мая 1909 года, Гнездычев — 5 января 1990 года, Львов) — советский учёный, доктор технических наук, заслуженный деятель науки и техники УССР. Известен работами по механике и термодинамике нефтяных залежей.

## Биография
Родился в Галиции в семье священника.
Окончил механический факультет Львовского политехнического института в 1938 году, после чего работал электромонтером городской электросети Калуша, затем—инженером-конструктором фабрики электроприборов в Варшаве, а после оккупации Польши в 1939 году—старшим энергетиком на Калушском калийном комбинате.
Начиная с 1940 года работал в должности главного механика нефтепромысла № 6 в селе Репное. Во время немецкой оккупации переведён оттуда в 1943 году на Дрогобычский нефтеперегонный завод, в 1944 году—на нефтеперегонный завод в Горлице, а после этого—в концлагерь Бреслау во Вроцлаве. В 1945 году Чекалюк возвращается в Репное. Там он в течение 1945—1948 годов работает старшим геологом, в 1948—1950 годах — главным инженером, а в 1950—1951 годах—директором укрупнённого нефтепромысла № 6.
В 1951 году Чекалюк занимает должность старшего инженера в Центральной научно-исследовательской лаборатории объединения «Укрнафта» в Бориславе, где занимается проблемой нефтеотдачи пласта. С июня 1953 до конца 1955 года работает по совместительству младшим научным сотрудником ВНИГРИ во Львове. В 1956 году переезжает во Львов на должность заведующего отделом исследования разведочных скважин. В 1958—1963 годах работает в должности заведующего лабораторией пластовых нефтей.
Научная работа, проводимая в эти годы, позволила учёному в 1957 году защитить в Львовском политехническом институте кандидатскую диссертацию на тему «Нестационарные явления потока однородной жидкости в пористой среде», а в 1963 году—докторскую диссертацию на тему «Некоторые термодинамические явления в пористой среде и пути их использования в нефтяной промышленности» во Всесоюзном научно-исследовательском нефтяном институте в Москве.
В 1963—1964 годах продолжает работать во ВНИГРИ на должности заведующего отделом испытания разведочных скважин. В 1964 году избран руководителем отдела проблем глубинных углеводородов в Институте геологии и геохимии горючих ископаемых Академии наук Украины. Позже занимает должности заведующего отделом проблем геотехнологии горючих ископаемых (1985—1987 годы) и главного научного сотрудника (1987—1990 годы).
Учёный ушёл из жизни 5 января 1990 года, находясь на рабочем месте. Похоронен во Львове на Лычаковском кладбище.

## Научная деятельность
Эммануил Богданович является автором более 170 научных работ, 19 из которых являются монографиями, а также 14 сертифицированных изобретений, связанных с разработкой углеводородных залежей и повышением нефтеотдачи пластов.

### Избранные публикации
- Чекалюк Э. Б. Основы пьезометрии залежей нефти и газа. — Киев : Гос. изд. технической литер.- ры, 1961. — 288 с.
- Чекалюк Э. Б. Термодинамика нефтяного пласта. — Москва : Недра, 1965. — 1750 прим.
- Чекалюк Э. Б. Нефть верхней мантии Земли. — Киев : Наукова Думка, 1967.
- Чекалюк Э. Б. Термодинамические основы теории минерального происхождения нефти. — Киев : Наукова думка, 1971. — 256 с.
- Чекалюк Э. Б., Федорцов И. М., Осадчий В. Г. Полевая геотермическая съемка. — Киев : Наукова думка, 1974. — 103 с.
- Чекалюк Э. Б. Филяс Ю. И. Водо-нефтяные растворы. — Киев : Наукова думка, 1977. — 128 с.
- Чекалюк Э. Б., Оганов К. А. Тепловые методы повышения отдачи нефтяных залежей. — Киев, 1979. — 208 с.
- Чекалюк Э. Б. Маломинерализованные воды глубоких горизонтов нефтегазоносных водонапорных бассейнов Украины. — Киев, 1991. — 183 с.